# Vibrant Arena
Die Vibrant Arena ist eine Mehrzweckhalle in der US-amerikanischen Stadt Moline im Bundesstaat Illinois. Die Arena hieß zunächst The MARK of the Quad Cities, ehe sie 2007 in iWireless Center umbenannt wurde. Ab dem 1. Oktober 2017 trug sie für zehn Jahre und 3,3 Mio. US-Dollar den Namen TaxSlayer Center. Anschließend wurde sie Vibrant Arena at The MARK umbenannt.

## Nutzungsgeschichte
Die Arena wurde 1993 eingeweiht und war die Heimstätte der Quad City Mallards aus der ECHL. Weiter ist sie Austragungsort zahlreicher weiterer Veranstaltungen wie Konzerte, Theater und weiteren Sportveranstaltungen. Die Harlem Globetrotters traten für Basketball-Showspiele bereits mehrmals in der Arena auf. Auch bekannte Musiker wie Keith Urban, Ozzy Osbourne und Prince traten im iWireless Center auf. Die Arena war von 2006 bis 2008 einer der Spielorte der Quad Cities Silverbacks, eines Mixed-Martial-Arts-Teams aus der IFL, sowie von 1993 bis 2001 der Quad City Thunder aus der CBA. Auch die Arena-Football-Mannschaft der Quad City Steamwheelers aus der af2 trug hier von 1999 bis 2009 ihre Heimspiele aus. Von 2007 bis 2009 waren auch die Quad City Flames aus der AHL in der Arena vertreten.
Seit 2009 trugen die Quad City Mallards aus der ECHL ihre Heimspiele in der Arena aus, stellten den Spielbetrieb allerdings 2018 ein. Anschließend übernahmen im selben Jahr die Quad City Storm aus der SPHL das Stadion als Heimspielstätte.